# Izquierda Democrática
Izquierda Democrática (ID) va ser un partit polític espanyol que, des de l'antifranquisme, va agrupar diverses organitzacions i persones de l'àmbit de la democràcia cristiana i la socialdemocràcia, com Gregorio Peces-Barba, des dels anys 60.
Abans de ser legalitzat es feia dir Izquierda Democrática Cristiana. Els impulsors eren un grup d'advocats i prohoms que mostraven la seva incomòditat com a catòlics en un sistema polític (la dictadura de Franco) que es definia com a catòlic però que no seguia les pautes evangèliques. Els seus representants a Barcelona van ser Frederic Roda Ventura i, en segon terme, Josep Maria Vilaseca. Va participar en la Plataforma de Convergència Democràtica i de 1968 a 1977 el seu portaveu fou el notari Carlos Bru Purón.
L'abril de 1976 es va constituir formalment a El Escorial sota el lideratge de Joaquín Ruiz-Giménez Cortés i José María Gil-Robles y Gil-Delgado. Les diferències van dur a una escissió amb el nom de Izquierda Democrática Cristiana liderada per Fernando Álvarez de Miranda, que va agrupar al sector més conservador.
Després de les eleccions generals espanyoles de 1977, pràcticament va deixar de tenir activitat política i els seus membres es van integrar en altres formacions, com UCD i PSOE. Es va dissoldre oficialment el 14 de gener de 1979.